# Festival international du film de Rome 2013
Le Festival international du film de Rome 2013, 8e édition du festival (8ª edizione del  Festival internazionale del film di Roma), s'est déroulé du 8 au 17 novembre 2013.

## Jurys

### Longs métrages
- James Gray (président du jury) : réalisateur  États-Unis
- Verónica Chen : réalisatrice et scénariste  Argentine
- Luca Guadagnino : réalisateur  Italie
- Aleksei Guskov : acteur et producteur  Russie
- Noémie Lvovsky : actrice et réalisatrice  France
- Amir Naderi : réalisateur  Iran
- Zhang Yuan : réalisateur  Chine

## Palmarès

### Concorso
- Marc Aurèle d'or : Tir d'Alberto Fasulo  Italie  Croatie
- Prix spécial du jury : Quod Erat Demonstrandum d'Andrei Gruzsniczki  Roumanie
- Meilleur réalisateur : Kiyoshi Kurosawa pour Sebunsu Kodo  Japon
- Meilleur acteur : Matthew McConaughey pour Dallas Buyers Club  États-Unis
- Meilleure actrice : Scarlett Johansson pour Her (voix uniquement)  États-Unis
- Meilleur espoir : toute la distribution de Gass  Iran
- Meilleur scénario : Tayfun Pirselimoğlu pour I Am Not Him (Ben o degilim)  Turquie
- Meilleure contribution technique : Koichi Takahashi pour Sebunsu Kodo (montage)  Japon
- Mention spéciale : Cui Jian pour Blue Sky Bones (Lanse gotou) (chant)  Chine
- Prix du public : Dallas Buyers Club de Jean-Marc Vallée  États-Unis